# كنيسة بئر السيدة العذراء
كنيسة بئر السيدة العذراء هي كنيسة تقع في وسط البلدة القديمة في بيت ساحور، بنيت الكنيسة فوق البئر بعدما حدثت أعجوبة لسيدة يونانية في العام 1969م لدى شفائها على إثر شربها من هذا البئر، ويقال حسب التقليد المحلي أن العديد من العجائب حدثت به، حفره النبي يعقوب بن اسحق في الصخر ولغاية يومنا هذا لا أحد يعلم من أين تأتي مياهه.

## سبب التسمية
وفقًا للتقليد المحلي بينما كانت مريم العذراء والقديس يوسف في طريقهما إلى بيت لحم، جلسا عند هذا البئر طلباً لقسط من الراحة، وكانت السيدة مريم العذراء عطشى، لذلك صعدت مياه البئر إلى الأعلى لترويهما.

## نبذة تاريخية
عن البئر: حفره وبناه النبي يعقوب بن اسحق بن النبي إبراهيم عليهم السلام، عندما أقام في بيت ساحور، وراء برج القطيع، بعد وفاة زوجته راحيل ودفنها في بيت لحم، وهما في الطريق إلى إفراتا (تكوين ٣٥: ١٩ - ٢٠) (إفراتا تعني الخصب وهي تدل على منطقة بيت لحم).
ويقال أيضاً: عند هروب مريم العذراء مريم مع القديس يوسف إلى مصر بسبب خوفهم من الملك هيرودس الملك، كان هذا البئر عميق ولا يوجد دلو لتعبئته، لذلك طلبت العذراء من إحدى النساء اللواتي يملأن دلاءَهن من البئر أن تسقيها القليل من الماء، رفضت المرأة القيام بذلك، فقامت العذراء بتوجيه حديثها إلى البئر قائلة: «يا بير فور فور لأشرب منك وغور»، فحدثت المعجزة وبدأت المياه بالإرتفاع، وبعدما شربت منه فانخفض ثانية.
البئر اليوم مستطيل الشكل تبلغ مساحته نحو 27×4 م، أما ارتفاعه فيبلغ نحو 9 أمتار، ويتسع إلى 972 متراً مكعباً من الماء الذي يصله من شوارع وسوق البلدة من ناحية ومن خلال نبع ماء صافٍ داخله.
عن الكنيسة: ويعود بناء الكنيسة إلى أعجوبة حدثت لسيدة يونانية نحو عام 1969م عند شفائها بسبب هذا البئر وذلك بناءً على توصية مريم العذراء لها في الحلم.

## عجائب السيدة مريم العذراء
- هناك امرأة مسلمة من بيت ساحور تسكن بجانب البئر، كانت تلد أطفالاً معاقين ويموتون بعد فترة قصيرة من ولادتهم، وبعدما حزنت كثيراً ظهرت لها السيدة مريم العذراء وطلبت من السيدة أن تنضف محيط البئر، فبعدها أنجبت العديد من الأطفال الأصحاء[1]

- ومن أشهر العجائب التي حدثت في البئر وأدت إلى بناء الكنيسة هو شفاء راهبة يونانية تجيد رسم أيقونات والدة الإله والقديسين، فبعدما مرضت الراهبة وقالو لها الأطباء أنها سوف تموت بعد أشهر قليلة، ظهرت لها مريم العذراء في حلمها وطلبت منها أن تشرب الدواء مع ماء هذا البئر، فقام الكاهن أندريا بنورة بإرسال زجاجة ماء من البئر، وبعد بضعة أيام من شربها لماء البئر شفيت من المرض.[1]